# Stefan Wallat
Stefan Wallat (* 15. Februar 1987 in Oberhausen) ist ein deutscher Leichtgewichts-Ruderer. Seine größten Erfolge sind zwei Siege bei den Weltmeisterschaften 2014 und 2015 im Leichtgewichts-Achter.
Wallat begann 1999 beim Ruderverein Oberhausen mit dem Rudersport, wechselte aber später zum Duisburger Ruderverein. 2008 belegte er bei den U23-Weltmeisterschaften den sechsten Platz im Leichtgewichts-Zweier ohne Steuermann. 2009 trat er bei den Weltmeisterschaften in der Erwachsenenklasse an und belegte den sechsten Platz mit dem Leichtgewichts-Achter. 2011 ruderte Wallat im Leichtgewichts-Doppelvierer und gewann bei den Weltmeisterschaften in Bled die Silbermedaille in dieser Bootsklasse. 2012 kehrte er zurück zum Riemenrudern und belegte mit dem Leichtgewichts-Vierer ohne Steuermann den fünften Platz bei den Europameisterschaften. 2013 gewannen Tobias Franzmann, Stefan Wallat, Daniel Wisgott und Lasse Antczak den Titel im Vierer bei der Sommer-Universiade 2013.
2014 kehrte Wallat nach fünf Jahren in den deutschen Leichtgewichts-Achter zurück und erkämpfte in dieser Bootsklasse die Goldmedaille bei den Weltmeisterschaften 2014. Ein Jahr später verteidigte der deutsche Achter mit Franzmann seinen Titel aus dem Vorjahr. Bei der Sommer-Universiade 2015 belegten Tobias Franzmann, Stefan Wallat, Torben Neumann und Can Temel den zweiten Platz im Leichtgewichts-Vierer.